# Raion de Balvi
El raion de  Balvi  és un dels raions en què es dividia Letònia fins a la reforma administrativa i territorial promulgada el 2009.